# Ojos de perro
Ojos de perro es una película peruana de 1983, ópera prima del director peruano Alberto Durant, y coescrita junto al poeta José Watanabe. Fue un éxito de taquilla cuando se estrenó y actualmente es considerada una película de culto por los espectadores.

## Sinopsis
Presenta la lucha de los primeros obreros sindicalizados, que tras la irrupción de las multinacionales en la industria azucarera en la costa norte del Perú, generara malestar entre los obreros y culminara en una huelga para la implantación de la jornada de ocho horas y el derecho gremial, en los valles azucareros. Es la historia del primer sindicato de la ciudad de Trujillo, organizado en 1921, a través de un joven obrero anarcosindicalista.

## Producción
Es el primer largometraje que dirigió Alberto Durant, fue posiblemente el primer intento en el cine peruano en usar una la estética del realismo mágico. Es un filme ambientado en la década de 1920 construido a la manera de una sucesión de retablos, registrados a través del plano secuencia, narrando la experiencia de la creación de un sindicato en una hacienda azucarera.

## Reparto
Los miembros del reparto son:
- Jorge Guerra
- José María Salcedo
- Hugo Soriano
- Julio Vega
- Otoniel Centurión
- Miguel Indio Mayta